# 马蒂亚斯·克莱因海斯特坎普
马蒂亚斯·克莱因海斯特坎普（德語：Matthias Kleinheisterkamp，1893年6月22日-1945年4月29日）是第二次世界大战期间的党卫军上级集团领袖和装甲指挥官。他指挥过党卫军骷髅师、党卫军北方师、党卫军帝国师、党卫军第3装甲军、党卫军第7装甲军、党卫军第4装甲军、党卫军第12军和党卫军第11军团。1945年4月，他在哈尔伯口袋战役中被苏联俘虏，随后自杀，终年51岁。